# Gmund (Pfatten)

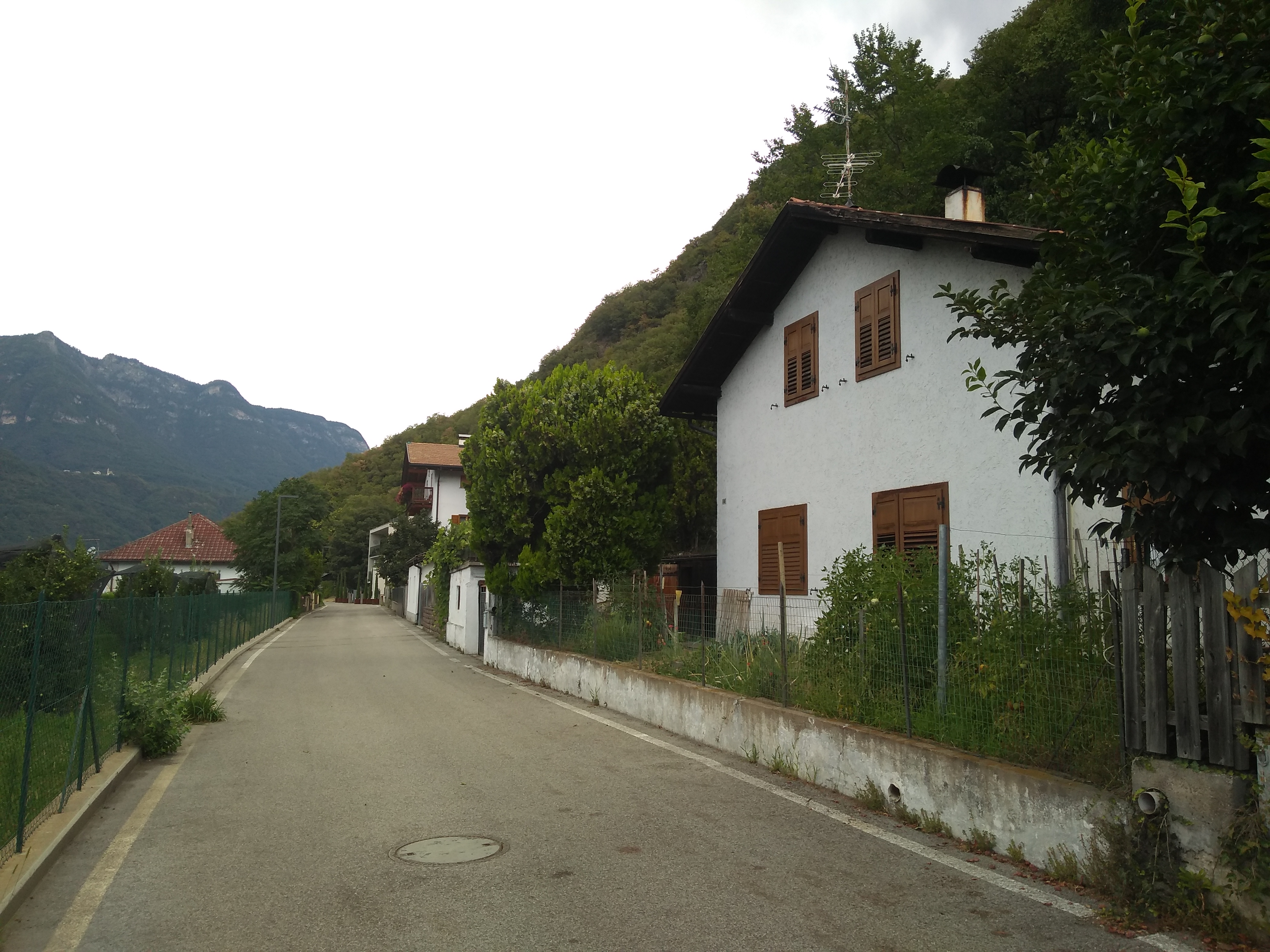
Die kleine Ortsstraße von Gmund

Gmund (italienisch Monte) ist ein Weiler der Gemeinde Pfatten im Unterland in Südtirol. Die Kleinsiedlung befindet sich am Südende des Mitterbergs, eines markanten, in Nord-Süd-Richtung verlaufenden Bergrückens in der Mitte des Etschtales. 
Oberhalb Gmunds bildet der Gmundner Kopf die südlichste Erhebung des Mitterbergs auf, auf der 1943 vorgeschichtliche Funde getätigt werden konnten. Historisch gehörte Gmund zum Gericht Laimburg, laut dem Grundsteuerkataster von 1749 zu dessen Unterviertl, das kirchlich der Pfarre Kaltern im Überetsch unterstand.
Der Ortsname ist bereits 1291 als „ad Munt“ urkundlich bezeugt. Noch im Jahr 1408 wird der Ort als „Munt“ bezeichnet. Erst im Atlas Tyrolensis von 1760/70 erscheint der Ort als „Gemunt“. Die Namensbelege lassen vermuten, dass vom Grundwort mons (Berg) auszugehen ist, wiewohl auch die Annahme einer namengebenden Mündung des Tillgrabens in die Etsch nicht ausgeschlossen werden kann.
Gmund ist als Namensbestandteil des Flussregulierungsverbandes Bonifizierungskonsortium Gmund-Salurn bekannt. Dieser kümmert sich seit dem 19. Jahrhundert, als der Flusslauf künstlich begradigt und befestigt wurde, um die Regulierung der Etsch im südlichen Unterland und die Verhinderung der einstmals häufigen Überschwemmungen der Talsohle.
Die Etschbrücke bei Gmund ist seit dem frühen 15. Jahrhundert bezeugt und ein wichtiger Übergang zwischen den beiden Talseiten. Durch den Ostrand von Gmund verlaufen die Brennerbahn und die Brennerautobahn.